# بادي وليامز
بادي وليامز (بالإنجليزية: Buddy Williams)‏ هو عازف جاز أمريكي، ولد في 17 ديسمبر 1952.

## وصلات خارجية
- بادي وليامز على موقع ميوزك برينز (الإنجليزية)
- بادي وليامز على موقع ديسكوغز (الإنجليزية)